# 埼玉県道319号惣新田春日部線
埼玉県道319号惣新田春日部線（さいたまけんどう319ごう そうしんでんかすかべせん）は、埼玉県幸手市惣新田と春日部市を結ぶ一般県道である。

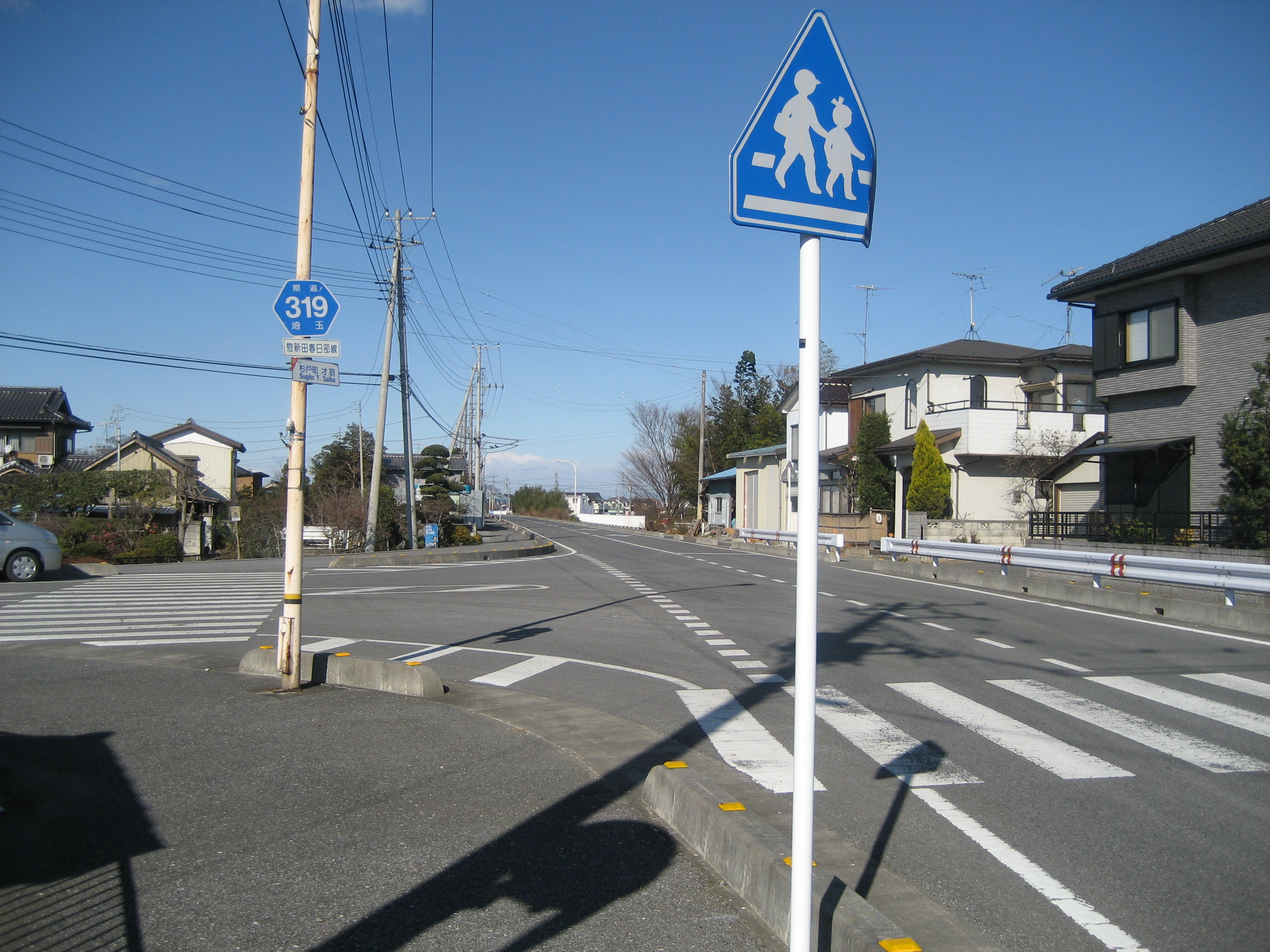
杉戸町内

## 通過する自治体
- 埼玉県
  - 幸手市
  - 北葛飾郡杉戸町
  - 春日部市

## 交差する道路
- 埼玉県道42号松伏春日部関宿線、埼玉県道383号惣新田幸手線「東川交差点」（起点）
- 新4号国道「一ツ谷交差点」
- 埼玉県道183号次木杉戸線「船渡橋交差点」、「並塚（東）交差点」
- 埼葛広域農道「大塚交差点」
- 国道16号春日部野田バイパス「小渕東交差点」※立体交差
- 国道4号日光街道「小渕南交差点」
- 埼玉県道2号さいたま春日部線、埼玉県道85号春日部久喜線（終点）

## 重複する区間
- 埼玉県道183号次木杉戸線「船渡橋交差点」 - 「並塚（東）交差点」

## 沿線の主な施設
- 小渕団地
- さいたま東部市場
- 春日部警察署幸松交番